# Танго (филм, 1998)
Вижте пояснителната страница за други значения на Танго.
„Танго“ (на испански: Tango, no me dejes nunca) е испанско-аржентински филм, музикална драма от 1998 година на режисьора Карлос Саура по негов собствен сценарий.
Филмът използва разказ в разказа, показвайки началото на любовна връзка на режисьор, работещ върху мащабен танцов спектакъл, посветен на историята на тангото. Главните роли се изпълняват от Мигел Анхел Сола, Миа Маестро, Сесилия Нарова.
„Танго“ е номиниран за „Оскар“ и „Златен глобус“ за чуждоезичен филм.